# Луїс Рейна
Луїс Рейна (ісп. Luis Reyna, нар. 16 травня 1959) — перуанський футболіст, що грав на позиції півзахисника.
Виступав за клуби «Спортінг Крістал» та «Універсітаріо де Депортес», а також національну збірну Перу.

## Клубна кар'єра
У дорослому футболі дебютував 1979 року виступами за команду «Спортінг Крістал», в якій провів сім сезонів і тричі став з командою чемпіоном Перу.
1985 року перейшов до клубу «Універсітаріо де Депортес», за який відіграв 5 сезонів і ще двічі виграв національну першість. Завершив кар'єру футболіста виступами за команду «Універсітаріо де Депортес» у 1989 році.

## Виступи за збірну
12 листопада 1980 року дебютував в офіційних матчах у складі національної збірної Перу в поєдинку проти Уругваю (1:1).
У складі збірної був учасником чемпіонату світу 1982 року в Іспанії, але на поле там жодного разу не вийшов. Надалі зіграв зі збірною на двох поспіль Кубках Америки — 1983 року у різних країнах, на якому команда здобула бронзові нагороди, та 1987 року в Аргентині.
Загалом протягом кар'єри у національній команді, яка тривала 10 років, провів у її формі 38 матчів, забивши 1 гол.

## Титули і досягнення
- Чемпіон Перу (5):

«Спортінг Крістал»: 1979, 1980, 1983
«Універсітаріо де Депортес»: 1985, 1987